# Einari Teräsvirta

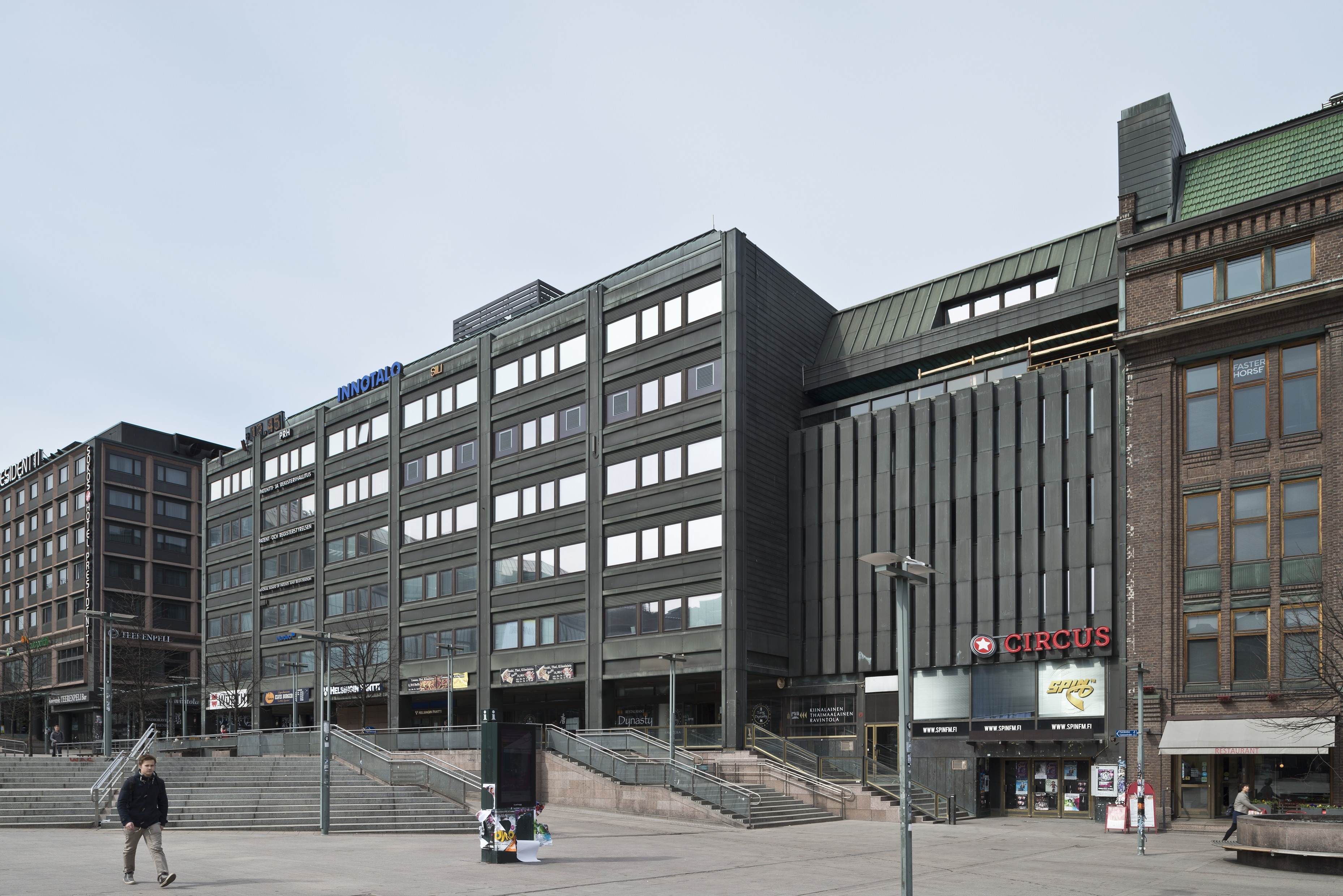
Innotalo, Salomonsgatan 3, Helsingfors

Einari Teräsvirta, född 7 december 1914 i Viborg i dåvarande storfurstendömet Finland, död 23 november 1995 i Helsingfors, var en finländsk arkitekt och elitgymnast.
Einari Teräsvirta utbildade sig till arkitekt i Helsingfors, med examen 1939. Han var anställd vid Erkki Huttunens arkitektbyrå 1939-1948 och drev därefter en egen arkitektbyrå. 
Som arkitekt svarade Teräsvirta för utformningen av bland andra Hotell Marskis hus, Mejlans sjukhus och Hotell Fiskartorpets nybyggnader i Helsingfors.
Teräsvirta hade, bland mycket annat, som sidouppdrag att vara sekreterare i Finlands arkitektförbund 1952, vice ordförande 1955-1956 och 1958, ordförande 1961-1962 och därefter ordförande i förtroenderådet.
Han är begravd på Sandudds begravningsplats i Helsingfors.

## Urval av byggnader
- Satakuntatalo, Helsingfors (1952)
- Joensuu affärshus (1954)
- Luhanka vinterkyrka, Luhanka (1958)
- Hotel Marski, Helsinki (1962)
- Statsvetenskapliga fakultetens bibliotek och Sociologiska institutionen, Helsingfors (1963)
- Imatra simhall och sporthall (1965, 1981-1982)
- Fastighets Ab Keskusaukio, Lojo (1970)
- Alko Oy Ab:s lager- och kontorsbyggnad, Helsingfors (färdig 1971, nu i Östersjöhuset)
- Hotell Fiskartorpet, Helsingfors (1975)
- Innohuset (PRH), Salomonsgatan/Arkadiagatan, Helsingfors (1978)
- Statens gästhus, Helsingfors (1984)

## Sportprestationer
Teräsvirta var under många år en framstående elitgymnast vilket bl. a. resulterade i
- OS-brons i Los Angeles 1932 (räck och lagtävling)
- OS-brons i Berlin 1936 (lagtävling)
- OS-guld i London 1948 (lagtävling)

I Los Angeles-spelen fick Teräsvirta samma poäng som Heikki Savolainen, men det finska laget beslutat att ge silvermedaljen till Savolainen. Teräsvirta är den yngste av de finska medaljörerna i sommar-OS. Dessutom gjorde han karriär i simhopp med framgångar i de finska mästerskapen.